# Коккорис, Христос
Христос Коккорис (греч. Χρήστος Κόκκορης, род. 1942) — греческий шахматист, мастер ФИДЕ.

## Шахматная карьера
Трёхкратный чемпион Греции (1962, 1969 и 1970 гг.).
В составе сборной Греции участник трёх шахматных олимпиад (1962, 1964 и 1968 гг.; в 1962 г. играл на 1-й доске), полуфинала командного чемпионата Европы (предварительные соревнования проходили в 1967 г.; сборная выбыла из дальнейшей борьбы).
В 1969 г. представлял Грецию в зональном турнире.
В 1968 г. участвовал в сеансе одновременной игры с часами на 5 досках, проводившемся будущим чемпионом мира Р. Фишером для сильнейших греческих шахматистов того времени (партия завершилась победой Фишера).

## Основные спортивные результаты
| Год  | Город     | Соревнование                                                       | + | −  | = | Результат | Место |
| ---- | --------- | ------------------------------------------------------------------ | - | -- | - | --------- | ----- |
| 1962 |           | Чемпионат Греции                                                   |   |    |   |           | 1     |
|      | Варна     | XV Олимпиада (сборная Греции, 1-я доска)                           | 4 | 10 | 3 | 5½ из 17  |       |
| 1964 | Тель-Авив | XVI Олимпиада (сборная Греции, 2-я доска)                          | 6 | 8  | 1 | 6½ из 15  |       |
| 1967 | София     | Полуфинал командного чемпионата Европы (сборная Греции, 2-я доска) | 0 | 3  | 1 | ½ из 4    |       |
| 1968 | Афины     | Международный турнир                                               |   |    |   |           |       |
|      | Лугано    | XVIII Олимпиада (сборная Греции, запасной)                         | 7 | 5  | 4 | 9 из 16   |       |
| 1969 |           | Чемпионат Греции                                                   |   |    |   |           | 1     |
|      | Афины     | Зональный турнир                                                   | 5 | 10 | 2 | 6 из 17   | 13—15 |
| 1970 |           | Чемпионат Греции                                                   |   |    |   |           | 1     |
|      | Афины     | Международный турнир                                               |   |    |   |           |       |